# Catarata lapilella
Catarata lapilella är en fjärilsart som beskrevs av August Busck 1914. Catarata lapilella ingår i släktet Catarata och familjen plattmalar. Inga underarter finns listade i Catalogue of Life.